# NGC 6203
NGC 6203 est une lointaine galaxie lenticulaire située dans la constellation d'Hercule. Sa vitesse par rapport au fond diffus cosmologique est de 10 914 ± 55 km/s, ce qui correspond à une distance de Hubble de 161,0 ± 11,3 Mpc (∼525 millions d'al). NGC 6203 a été découverte par l'astronome allemand Albert Marth en 1864.